# Nicolae Praida
Nicolae Enache Praida (n. 20 noiembrie 1933, Samokov, Sofia, Bulgaria – d. 24 decembrie 2008, București, România) a fost un actor român.

## Biografie
În 1956 a absolvit Institutul de Artă Teatrală și Cinematografică„Ion Luca Caragiale” din București.
A fost nominalizat la premiul Gopo pentru cel mai bun actor în rol secundar.

## Filmografie
- Viața nu iartă (1959)
- Aproape de soare (1961)
- Cartierul veseliei (1965)
- Răscoala (1966)
- Subteranul (1967)
- Canarul și viscolul (1970) - jandarmul
- Asediul (1971)
- Puterea și adevărul (1972)
- Felix și Otilia (1972)
- Conspirația (1973)
- Departe de Tipperary (1973)
- Capcana (1974) - Cismarul
- Actorul și sălbaticii (1975) - pompierul
- Ilustrate cu flori de cîmp (1975) - milițian
- Prin cenușa imperiului (1976)
- Urgia (1978)
- Înainte de tăcere ‎(1978)
- Totul pentru fotbal (1978)
- Omul care ne trebuie (1979) - Grigore
- Am o idee!... (1981)
- Orgolii (1982) - turnătorul „Canaris”
- Înghițitorul de săbii (1982)
- Un echipaj pentru Singapore (1982)
- Pădurea nebună (1982) - tatăl lui Darie
- Năpasta (1982)
- Ochi de urs (1983)
- Ca-n filme (1984) - nea Matei, portarul institutului
- Surorile (1984) - activistul comunist Barcan
- Moara lui Călifar (1984)
- Punct... și de la capăt (1987)
- Anotimpul iubirii (1987)
- Moromeții (1987)
- Figuranții (1987)
- Marea sfidare (1990)
- Casa din vis (1992)
- Patul conjugal (1993)
- Dragoste și apă caldă (1993)
- Crucea de piatră (1994)
- Terente, regele bălților (1995)
- Căsătorie de probă (2003) - Cerșetorul
- Ryna (2005) - bunicul Rynei
- Cu un pas înainte (2007) - Tatăl Monicăi (1 episod, 2007)
- Portretul luptătorului la tinerețe (2010) - Cioban Sandu
- Cum mi-am petrecut sfârșitul lumii (2006) - Titi
- Anticamera (2008) - Avramescu
- Îngerașii (2008) - Domnul Sterescu
- Miracolul (1988)
- Singur de cart (1983)
- Destinatia Mahmudia (1981)
- Învingătorul (1981)
- Tridentul nu raspunde (1980)
- Alexandra și infernul (1975)
- La datorie (1968)
- De Pretore Vincenzo (1962) - vânzător de baloane
- Porto-Franco (1961)
- Vara romantica (1961)
- Furtuna (1960)
- La mere (1953)

## Legături externe
- http://www.imdb.com/name/nm0695137/
- http://www.cinemarx.ro/persoane/Nicolae-Praida-100511.html Arhivat în 27 august 2016, la Wayback Machine.
- http://www.istoriafilmului.ro/creator/4090/nicolae-praida
- http://www.cinemagia.ro/actori/nicolae-praida-66169/
- http://aarc.ro/cineasti/cineast/nicolae-praida Arhivat în 15 septembrie 2016, la Wayback Machine.